# Louis-Philippe-Antoine Bélanger
Pour les articles homonymes, voir Bélanger.
Louis-Philippe-Antoine Bélanger (17 avril 1907-14 juin 1989) est un arpenteur-géomètre, machiniste et homme politique fédéral et municipal du Québec.

## Biographie
Né à Saint-Damase-de-L'Islet dans la région de Chaudière-Appalaches, il devient député du Parti Crédit social du Canada dans la circonscription fédérale de Charlevoix en 1962. Il avait précédemment été défait par le candidat indépendant Frédéric Dorion dans Charlevoix—Saguenay en 1945. Réélu en 1963, il ne se représenta pas en 1965.
Il a été maire de la ville de Beaupré de 1945 à 1964. Il est le grand-père du député de Portneuf-Jacques-Cartier, Joël Godin.
Il est mort à l'âge de 82 ans.